# Décès en mai 2019
Décès
- 2015
- 2016
- 2017
- 2018
- 2019
- 2020
- 2021
- 2022
- 2023

Pour une information complémentaire, voir la page d'aide.

| Date    | Nom                       | Activités                                                                                         | Âge | Source    |
| ------- | ------------------------- | ------------------------------------------------------------------------------------------------- | --- | --------- |
| 1er mai | Dinko Dermendzhiev        | Footballeur et entraîneur bulgare.                                                                | 77  | (en)      |
| 1er mai | Alessandra Panaro         | Actrice italienne.                                                                                | 79  | (it)      |
| 1er mai | Maurice Séri Gnoléba      | Homme politique ivoirien.                                                                         | 83  |           |
| 2 mai   | Michel Crauste            | Joueur français de rugby à XV.                                                                    | 84  |           |
| 2 mai   | Fatimih Dávila            | Mannequin uruguayenne.                                                                            | 31  |           |
| 2 mai   | Rafael Hernández Colón    | Homme politique portoricain.                                                                      | 82  | (en)      |
| 2 mai   | Leonard Kelly             | Joueur canadien de hockey sur glace.                                                              | 91  |           |
| 2 mai   | Ali Mroudjae              | Homme d'État comorien.                                                                            | 79  |           |
| 2 mai   | Chris Reccardi            | Scénariste, réalisateur et animateur américain.                                                   | 54  | (en)      |
| 3 mai   | Gorō Shimura              | Mathématicien japonais.                                                                           | 89  | (en)      |
| 4 mai   | Marie-Françoise Christout | Historienne de l'art française.                                                                   | 91  |           |
| 4 mai   | Henri Foures              | Joueur français de rugby à XV.                                                                    | 93  |           |
| 5 mai   | Philippe Carrese          | Écrivain, scénariste et dessinateur français.                                                     | 63  |           |
| 5 mai   | Barbara Perry             | Actrice, chanteuse et danseuse américaine.                                                        | 97  | (en)      |
| 5 mai   | Christian d'Orgeix        | Peintre français.                                                                                 | 91  |           |
| 5 mai   | Ingomar von Kieseritzky   | Écrivain allemand.                                                                                | 75  | (de)      |
| 6 mai   | Pekka Airaksinen          | Compositeur de musique électronique finlandais.                                                   | 73  | (fi)      |
| 6 mai   | Max Azria                 | Styliste franco-tunisien.                                                                         | 70  | (en)      |
| 6 mai   | Jack Cohen                | Biologiste britannique.                                                                           | 85  | (en)      |
| 6 mai   | Gjermund Eggen            | Fondeur norvégien.                                                                                | 77  | (no)      |
| 6 mai   | Andrés Junquera           | Footballeur espagnol.                                                                             | 73  | (en)      |
| 6 mai   | John Lukacs               | Historien et professeur d'université américain.                                                   | 95  | (en)      |
| 6 mai   | Pierre Riché              | Historien français.                                                                               | 97  |           |
| 7 mai   | Urs Amann                 | Peintre surréaliste suisse.                                                                       | 67  | (de)      |
| 7 mai   | Bernt Frilén              | Athlète de course d'orientation suédois.                                                          | 73  | (se)      |
| 7 mai   | Pedro Gamarro             | Boxeur vénézuélien, médaillé d'argent aux Jeux olympiques d'été de 1976.                          | 64  | (en)      |
| 7 mai   | Adam Svoboda              | Joueur tchèque de hockey sur glace.                                                               | 41  | (en)      |
| 7 mai   | Jacques Taminiaux         | Philosophe belge.                                                                                 | 90  |           |
| 7 mai   | Béthio Thioune            | Personnalité religieuse sénégalaise.                                                              | 81  |           |
| 7 mai   | Jean Vanier               | Philosophe canadien, fondateur de la Communauté de l'Arche.                                       | 90  |           |
| 7 mai   | Michael Wessing           | Athlète de lancers de javelot allemand.                                                           | 66  | (de)      |
| 8 mai   | Martin Belinga Eboutou    | Homme politique et diplomate camerounais.                                                         | 79  |           |
| 8 mai   | Jens Beutel               | Homme politique et bourgmestre allemand.                                                          | 72  | (de)      |
| 8 mai   | Sprent Dabwido            | Homme d'État nauruan.                                                                             | 46  | (en)      |
| 8 mai   | Jean Delaunay             | Général d'armée français.                                                                         | 96  |           |
| 8 mai   | Alain Hervé               | Journaliste français.                                                                             | 86  |           |
| 8 mai   | Robert McEliece           | Cryptographe, mathématicien, informaticien et professeur d'université américain.                  | 76  | (en)      |
| 8 mai   | Daniel Saint-James        | Physicien et théoricien marxiste français.                                                        | 92  |           |
| 9 mai   | Vassili Blagov            | Patineur artistique soviétique, puis russe.                                                       | 64  | (ru)      |
| 9 mai   | Sergueï Dorenko           | Journaliste soviétique, puis russe.                                                               | 59  | (ru)      |
| 9 mai   | Jim Hawkes                | Homme politique canadien.                                                                         | 84  | (en)      |
| 9 mai   | Arif Melikov              | Compositeur soviétique, puis azerbaïdjanais.                                                      | 85  | (ru)      |
| 9 mai   | Alvin Sargent             | Scénariste américain.                                                                             | 92  | (en)      |
| 10 mai  | Frederick G. Brownell     | Peintre sud-africain.                                                                             | 79  | (en)      |
| 10 mai  | Alfredo Pérez Rubalcaba   | Homme politique espagnol.                                                                         | 67  |           |
| 10 mai  | Geneviève Raugel          | Mathématicienne française.                                                                        | 67  |           |
| 10 mai  | Paul-Werner Scheele       | Évêque allemand.                                                                                  | 91  | (en)      |
| 11 mai  | Jean-Claude Brisseau      | Réalisateur français.                                                                             | 74  |           |
| 11 mai  | Gunther Cunningham        | Joueur de foot U.S et entraîneur américano-allemand.                                              | 72  | (en)      |
| 11 mai  | Gianni De Michelis        | Homme politique italien.                                                                          | 78  | (it)      |
| 11 mai  | Harold Lederman           | Juge et analyste américain de boxe.                                                               | 79  | (en)      |
| 11 mai  | Peggy Lipton              | Actrice américaine.                                                                               | 72  | (en)      |
| 11 mai  | Silver King               | Catcheur mexicain.                                                                                | 51  | (en)      |
| 11 mai  | Thomas Silverstein        | Meurtrier américain.                                                                              | 67  | (en)      |
| 12 mai  | Nasrallah Boutros Sfeir   | Patriarche et cardinal libanais.                                                                  | 98  |           |
| 12 mai  | Alan Grover               | Rameur d'aviron australien, médaillé d'argent aux Jeux olympiques d'été de 1968.                  | 74  | (en)      |
| 12 mai  | Klara Guseva              | Patineuse de vitesse soviétique, championne aux Jeux olympiques d'hiver de 1960.                  | 82  | (ru)      |
| 12 mai  | Anatoli Ionov             | Hockeyeur sur glace soviétique, puis russe, champion aux Jeux olympiques d'hiver de 1968.         | 79  | (ru)      |
| 12 mai  | Machiko Kyō               | Actrice japonaise.                                                                                | 95  |           |
| 12 mai  | Viktor Manakov            | Cycliste sur piste soviétique, puis russe, champion aux Jeux olympiques d'été de 1980.            | 58  | (ru)      |
| 13 mai  | Doris Day                 | Actrice américaine.                                                                               | 97  | (en)      |
| 13 mai  | Samuel Eugenio            | Footballeur international péruvien.                                                               | 60  | (es)      |
| 13 mai  | Lajos Faragó              | Footballeur hongrois, médaillé de bronze aux Jeux olympiques d'été de 1960.                       | 86  | (hu)      |
| 13 mai  | Stanton Friedman          | Physicien, essayiste et ufologue canadien.                                                        | 84  | (en)      |
| 13 mai  | Franz Jochen Schoeller    | Diplomate allemand.                                                                               | 92  | (de)      |
| 13 mai  | Nobuo Sekine              | Artiste de land art japonais.                                                                     | 76  | (en)      |
| 13 mai  | George Smith              | Arbitre de football écossais.                                                                     | 75  | (en)      |
| 14 mai  | Lutz Bacher               | Sculptrice américaine.                                                                            | 75  | (en)      |
| 14 mai  | Tim Conway                | Acteur et scénariste américain.                                                                   | 85  | (en)      |
| 14 mai  | Sven Lindqvist            | Écrivain suédois.                                                                                 | 87  | (se)      |
| 14 mai  | Étienne Perruchon         | Compositeur français.                                                                             | 61  |           |
| 14 mai  | Michael Rossmann          | Physicien et microbiologiste américano-allemand.                                                  | 88  | (en)      |
| 14 mai  | Remig Stumpf              | Cycliste sur route allemand.                                                                      | 53  | (de)      |
| 15 mai  | George L. Kelling         | Criminologue américain.                                                                           | 83  | (en)      |
| 15 mai  | Charles Kittel            | Physicien américain.                                                                              | 102 | (en)      |
| 16 mai  | Jean-Pierre Grafé         | Homme politique belge.                                                                            | 87  |           |
| 16 mai  | Bob Hawke                 | Homme d'État australien.                                                                          | 89  | (en)      |
| 16 mai  | André Lurton              | Viticulteur français.                                                                             | 94  |           |
| 16 mai  | Peer Mascini              | Acteur néerlandais.                                                                               | 78  | (nl)      |
| 16 mai  | Ashley Massaro            | Mannequin et catcheuse américaine.                                                                | 39  | (en)      |
| 16 mai  | Mick Micheyl              | Chanteuse et sculptrice française.                                                                | 97  |           |
| 16 mai  | Ieoh Ming Pei             | Architecte américain.                                                                             | 102 |           |
| 17 mai  | Neville Lederle           | Pilote automobile sud-africain.                                                                   | 80  | (en)      |
| 17 mai  | Herman Wouk               | Écrivain américain.                                                                               | 103 | (en)      |
| 18 mai  | Michel Anfrol             | Journaliste français.                                                                             | 84  |           |
| 18 mai  | Jean Beaudin              | Réalisateur, scénariste, monteur et producteur canadien.                                          | 80  |           |
| 18 mai  | Manfred Burgsmüller       | Footballeur allemand.                                                                             | 69  | (de)      |
| 18 mai  | Jürgen Kissner            | Coureur cycliste allemand (RFA), médaillé d'argent aux Jeux olympiques d'été de 1968.             | 76  | (de)      |
| 18 mai  | Geneviève Waïte           | Actrice, chanteuse et mannequin sud-africaine.                                                    | 71  | (en)      |
| 19 mai  | Nilda Fernández           | Auteur-compositeur-interprète franco-espagnol.                                                    | 61  |           |
| 19 mai  | Amédée Grab               | Prélat catholique suisse.                                                                         | 89  |           |
| 19 mai  | Ingemar Hedberg           | Kayakiste suédois, médaillé d'argent aux Jeux olympiques d'été de 1952.                           | 99  | (se)      |
| 19 mai  | Bogdan Konopka            | Photographe polonais.                                                                             | 65  | (en)      |
| 20 mai  | Nanni Balestrini          | Écrivain et poète italien.                                                                        | 83  | (it)      |
| 20 mai  | Monika Krause-Fuchs       | Sociologue est-allemande, puis allemande.                                                         | 78  | (es)      |
| 20 mai  | Niki Lauda                | Pilote automobile autrichien.                                                                     | 70  |           |
| 20 mai  | Nguyễn Quảng Tuân         | Écrivain et poète vietnamien.                                                                     | 93  | Modèle:Vn |
| 21 mai  | Glauco Sansovini          | Homme politique saint-marinois.                                                                   | 81  | (it)      |
| 21 mai  | Binyavanga Wainaina       | Écrivain et journaliste kényan.                                                                   | 48  | (en)      |
| 22 mai  | Judith Kerr               | Écrivaine britannique d'origine allemande.                                                        | 95  |           |
| 22 mai  | Rik Kuypers               | Réalisateur belge.                                                                                | 94  |           |
| 22 mai  | Eduard Punset             | Économiste et homme politique espagnol.                                                           | 82  | (es)      |
| 22 mai  | Ahmad Shah                | Sultan et roi de Malaisie.                                                                        | 88  | (en)      |
| 22 mai  | François-René Tranchefort | Musicologue français.                                                                             | 86  |           |
| 23 mai  | Bertrand Collomb          | Personnalité du monde des affaires française.                                                     | 76  |           |
| 23 mai  | Joseph Cottet             | Homme politique suisse.                                                                           | 96  |           |
| 23 mai  | Wilfredo Peláez           | Basketteur uruguayen, médaillé de bronze aux Jeux olympiques d'été de 1952.                       | 88  | (es)      |
| 23 mai  | Zlatko Škorić             | Footballeur et entraîneur yougoslave puis croate.                                                 | 77  | (hr)      |
| 23 mai  | Beaton Tulk               | Homme politique canadien.                                                                         | 75  |           |
| 24 mai  | Gianfranco Bozzao         | Footballeur et entraîneur italien.                                                                | 82  | (it)      |
| 24 mai  | Murray Gell-Mann          | Physicien américain.                                                                              | 89  | (en)      |
| 24 mai  | Oleg Golovanov            | Rameur d'aviron soviétique puis russe, champion aux Jeux olympiques d'été de 1960.                | 84  | (ru)      |
| 24 mai  | Pierre Hatet              | Acteur français.                                                                                  | 89  |           |
| 24 mai  | Edmund Morris             | Écrivain américain.                                                                               | 78  | (en)      |
| 25 mai  | René Goulet               | Catcheur canadien.                                                                                | 86  |           |
| 25 mai  | Karel Masopust            | Joueur de hockey sur glace tchécoslovaque, médaillé d'argent aux Jeux olympiques d'hiver de 1968. | 76  | (cs)      |
| 25 mai  | Nicolae Pescaru           | Footballeur roumain.                                                                              | 76  | (ro)      |
| 25 mai  | Vittorio Zucconi          | Journaliste et écrivain italien puis américain.                                                   | 74  | (it)      |
| 26 mai  | Harry Hood                | Joueur puis entraîneur de football britannique.                                                   | 74  | (en)      |
| 26 mai  | Bart Starr                | Joueur de foot U.S. puis entraîneur américain.                                                    | 85  | (en)      |
| 26 mai  | Prem Tinsulanonda         | Militaire et homme politique thaïlandais.                                                         | 98  | (en)      |
| 26 mai  | Abdellatif Zein           | Homme politique libanais.                                                                         | 86  |           |
| 27 mai  | Claude Bellegarde         | Peintre français.                                                                                 | 91  |           |
| 27 mai  | Jocelyne Blouin           | Météorologue canadienne.                                                                          | 68  |           |
| 27 mai  | Bill Buckner              | Joueur de baseball américain.                                                                     | 69  | (en)      |
| 27 mai  | Roger O. Hirson           | Scénariste américain.                                                                             | 93  | (en)      |
| 27 mai  | François Weyergans        | Écrivain et réalisateur franco-belge, membre de l'Académie française.                             | 77  |           |
| 28 mai  | Freddy Buache             | Journaliste, poète et écrivain suisse.                                                            | 94  |           |
| 28 mai  | Fabio Calzavara           | Homme politique et d'affaires italien.                                                            | 68  | (it)      |
| 28 mai  | Carmine Caridi            | Acteur américain.                                                                                 | 85  | (en)      |
| 28 mai  | Dennis Etchison           | Romancier et nouvelliste américain.                                                               | 76  | (en)      |
| 28 mai  | Kamel Eddine Fekhar       | Médecin et militant politique algérien.                                                           | 56  |           |
| 28 mai  | Jean Juventin             | Homme politique français.                                                                         | 91  |           |
| 28 mai  | Apolo Nsibambi            | Enseignant et homme d'État ougandais.                                                             | 80  | (en)      |
| 28 mai  | Edward Seaga              | Homme politique jamaïcain.                                                                        | 89  | (en)      |
| 29 mai  | José María Blanco Ibarz   | Auteur de bande dessinée espagnol.                                                                | 92  | (es)      |
| 29 mai  | Bayram Şit                | Lutteur turc, champion olympique aux Jeux olympiques d'été de 1952.                               | 89  | (tr)      |
| 29 mai  | Jiří Stránský             | Écrivain, traducteur et dramaturge tchécoslovaque puis tchèque.                                   | 87  | (cs)      |
| 30 mai  | Patricia Bath             | Ophtalmologiste américaine.                                                                       | 76  | (en)      |
| 30 mai  | Martine Bijl              | Chanteuse, écrivaine et actrice néerlandaise.                                                     | 71  | (nl)      |
| 30 mai  | Michel Canac              | Skieur français.                                                                                  | 62  |           |
| 30 mai  | Thad Cochran              | Homme politique américain.                                                                        | 81  | (en)      |
| 30 mai  | Eva Kleinitz              | Directrice d'opéra allemande.                                                                     | 47  |           |
| 30 mai  | Frank Lucas               | Baron de la drogue américain.                                                                     | 88  | (en)      |
| 30 mai  | Anthony Price             | Écrivain britannique.                                                                             | 90  | (en)      |
| 30 mai  | Leon Redbone              | Chanteur et musicien de jazz canadien.                                                            | 69  | (en)      |
| 31 mai  | Roky Erickson             | Guitariste et compositeur américain.                                                              | 71  | (en)      |
| 31 mai  | Jean-Claude Labrecque     | Réalisateur canadien.                                                                             | 80  |           |
| 31 mai  | Jim McMullan              | Acteur américain.                                                                                 | 82  | (en)      |